# Nicholas Walker Browne
Sir Nicholas Walker Browne KBE (2002), CMG (* 17. Dezember 1947 in West Malling, Kent; † 13. Januar 2014) war ein britischer Diplomat.

## Leben
Nicholas Walker Browne  in London.
1969 trat er in den auswärtigen Dienst wurde in der Abteilung Nordamerika des FCO Botschaftssekretär dritter Klasse
und heiratete Diana Marise Aldwinckle. Sie haben eine Tochter, Jeremy Browne.
Von 1970 bis 1971 lernte er Sprachen. 
Von 1971 bis 1975 wurde er an der Botschaft in Teheran beschäftigt, anschließend bis 1976 war er in der Abteilung Südasien im FCO tätig.
Von 1976 bis 1980 war er beim Kabinett beschäftigt, danach fungierte er bis 1981 in Salisbury als Botschaftssekretär erster Klasse und Leiter der Konsularabteilung.
Von 1984 bis 1989 war er bei der britischen Vertretung in Brüssel beschäftigt.
1989 war er Geschäftsträger in Teheran, als Ruhollah Chomeini am 14. Februar eine Fatwa gegen Salman Rushdie aussprach, was zu seiner Abberufung führte.
Von 1990 bis 1994 war er Botschaftsrat in Washington, D.C. und leitete in New York City das British Information Service,
danach bis 1997 die Abteilung Naher Osten im FCO.
Von 1997 bis 2001 war er Geschäftsträger in Teheran.
Von 2001 bis 2002 lehrte er am Royal College of Defence Studies.
Von 2003 bis 2006 war er Botschafter in Kopenhagen.
| Vorgänger             | Amt                                            | Nachfolger          |
| --------------------- | ---------------------------------------------- | ------------------- |
| Paul Andrew Ramsay    | Britischer Botschafter in Teheran 1989         | David Reddaway      |
| Jeffrey Russell James | Britischer Botschafter in Teheran 1997–2001    | Richard John Dalton |
| Philip Sinton Astley  | Britischer Botschafter in Kopenhagen 2003–2006 | David Frost         |